# Amélie van Leuchtenberg
Amélie van Leuchtenberg (Portugees: Amélia Augusta Eugênia de Leuchtenberg; Frans: Amélie Auguste Eugénie de Leuchtenberg), (Milaan (Italië), 31 juli 1812 – Lissabon (Portugal), 26 januari 1873) Gravin van Leuchtenberg, was de kleindochter van Joséphine de Beauharnais, keizerin der Fransen. Haar vader, Eugène de Beauharnais, was het enige mannelijke kind van keizerin Joséphine en haar eerste man Alexandre de Beauharnais en stiefzoon van Napoleon Bonaparte, wie zijn militaire ambities bewonderde. De moeder van keizerin Amélie was prinses Augusta Amalia, dochter van Maximiliaan I Jozef, koning van Beieren.

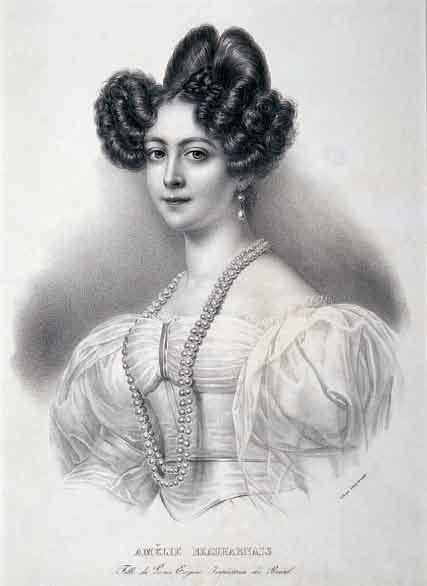
Amélie de Beauharnais
(1829-31), door Jean-Baptiste Aubry-Lecomte, Pinacoteca do Estado de São Paulo

Keizerin Amélia trouwde met keizer Peter I van Brazilië (koning Peter IV van Portugal) in 1829. Toen ze in Brazilië arriveerde, aan het eind van datzelfde jaar, samen met haar broer August ontving ze de huwelijkse inzegening in de keizerlijke kapel. De keizer was verrast door Amélie’s schoonheid. Om dit huwelijk te herdenken stichtte Peter de Orde van de Roos.
Toen keizer Peter I abdiceerde als keizer van Brazilië op 7 april 1831, volgde Dona Amélie haar man terug naar Portugal, waar hij de oorlog verklaarde aan zijn broer koning Michaël I voor de Portugese kroon als graaf van Bragança en regent in de naam van zijn dochter Maria II.
Na de dood van Peter, aan het eind van 1834 ging Amélie zich inzetten voor liefdadigheid werk en ging zorgen voor haar enige kind, Maria Amélia van Bragança, infante van Brazilië. Prinses Maria Amélia stierf aan de ziekte tuberculose op Madeira.
Amélie zelf stierf in 1871 te Lissabon op 59-jarige leeftijd. Ze is begraven in de crypte van het monument voor de onafhankelijkheid van Brazilië in São Paulo, naast haar man, keizer Peter I van Brazilië.

## Culturele representatie
Amélie van Leuchtenberg was ooit de hoofdpersoon in de roman van Ivanir Calado, Imperatriz no Fim do Mundo: Memórias Dúbias de Amélia de Leuchtenberg (1997), en werd geïnterpreteerd als een personage in film en televisie door:
- Maria Cláudia, in de film "Independência ou Morte" (1972)
- Cida Marques, in de miniserie "Entre o Amor e a Espada" (2001)
- Cláudia Abreu, in de miniserie "O Quinto dos Infernos" (2002)

## Galerij

Tweede huwelijk van keizer Peter I (ca. 1829) Jean-Baptiste Debret, Itaú Cultural
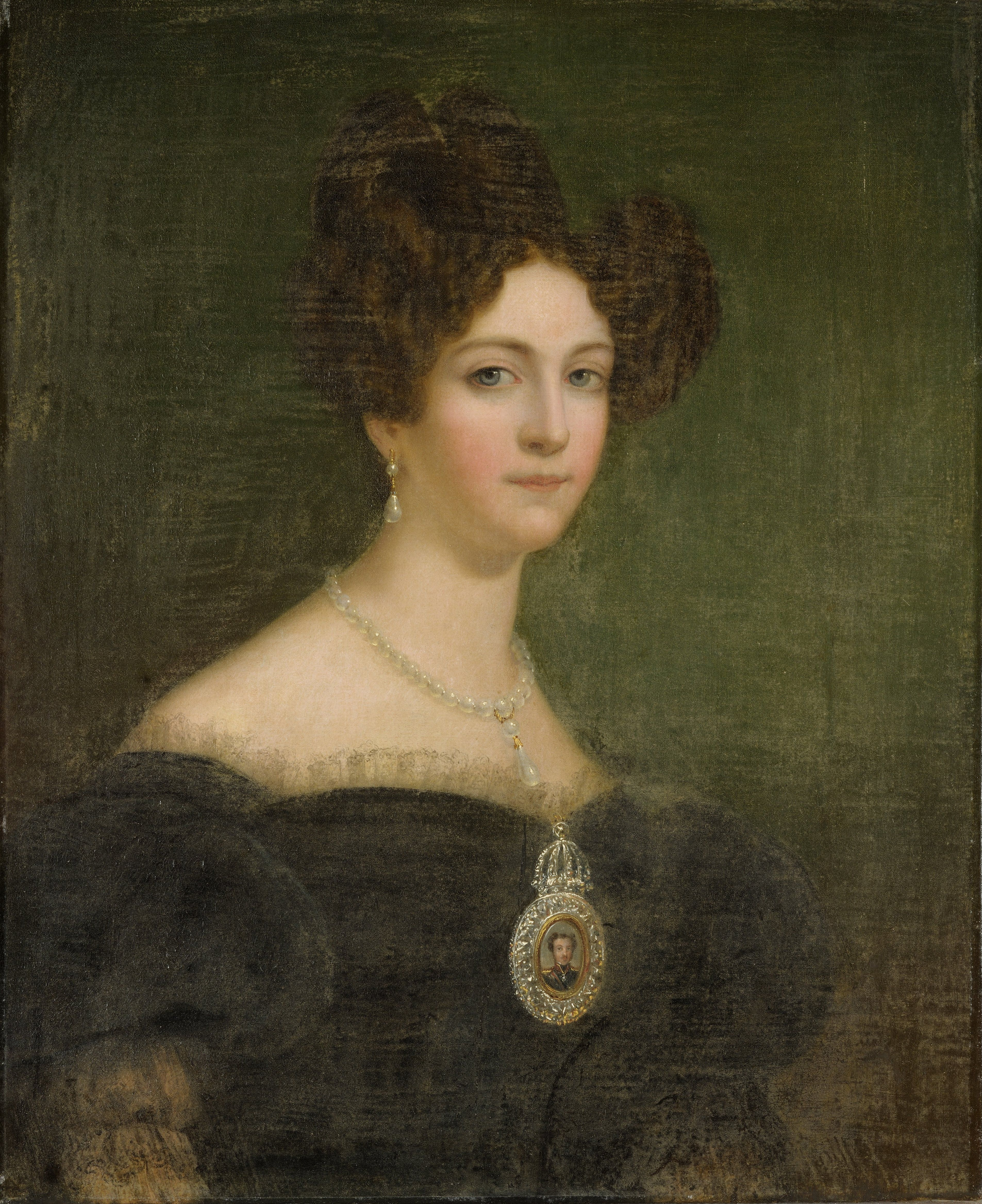
Portret van Amélie van Leuchtenberg-Beauharnais, keizerin van Brazilië (ca. 1830)
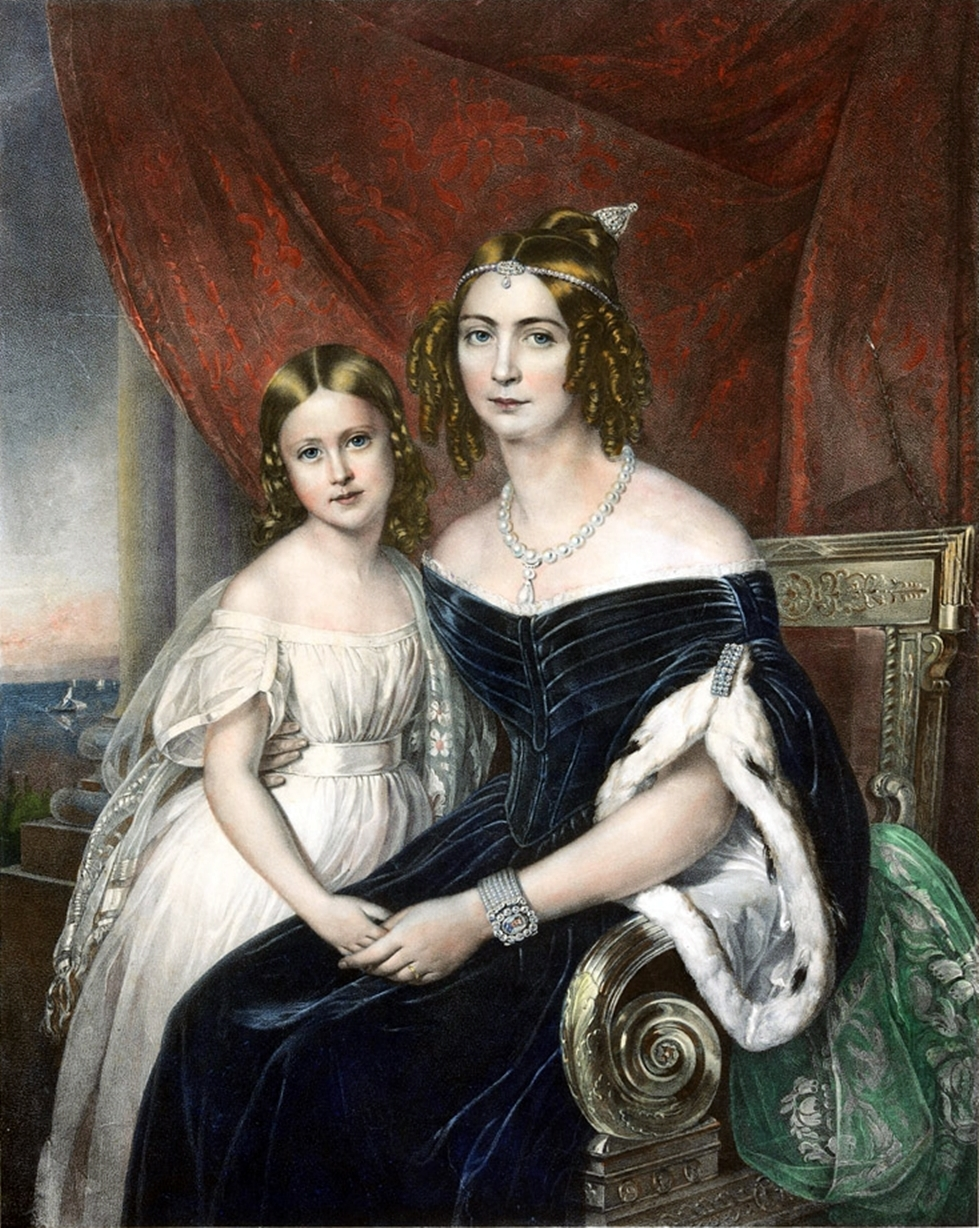
Keizerin van Brazilië Amélie van Leuchtenberg en haar dochter Maria Amélia, prinses van Brazilië (ca. 1840) Friedrich Dürck, in eigendom van de koning van Zweden
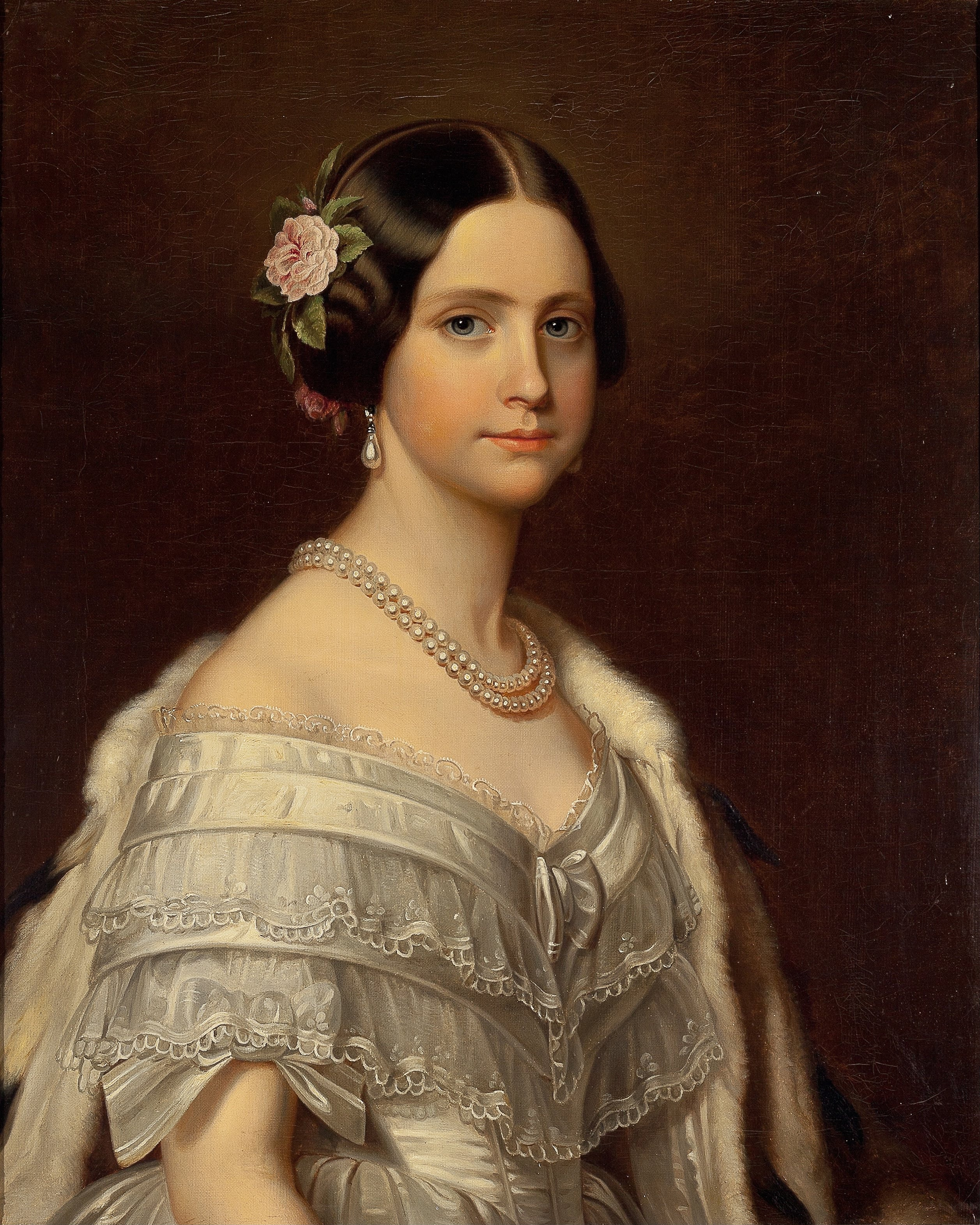
Maria Amélia van Bragança (1837-39) Friedrich Dürck, Museu Imperial
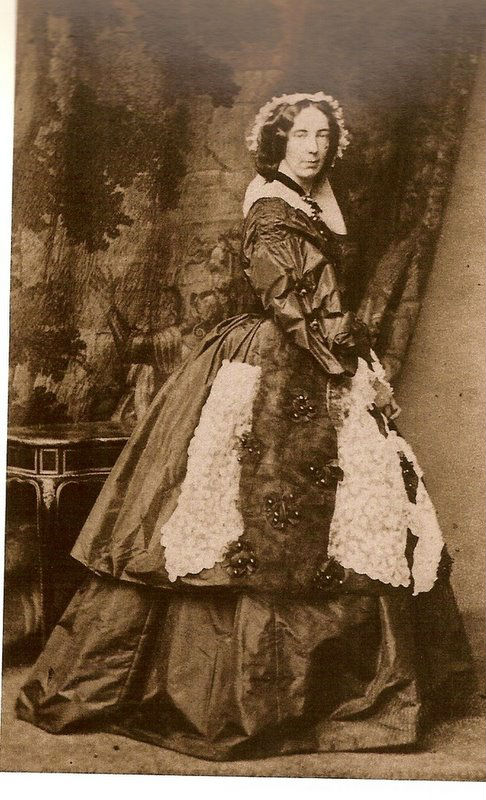
Keizerin Amélie van Leuchtenberg, tweede echtgenote van keizer Peter I van Brazilië (1873)

- Gemeinsame Normdatei: 137313039
- International Standard Name Identifier: 0000 0000 5559 3772
- Library of Congress Control Number: no98122341
- Système universitaire de documentation: 164947841
- Virtual International Authority File: 71016501
- WorldCat: E39PBJx8K6Yj88wTTtHmGdp773